# 샤워

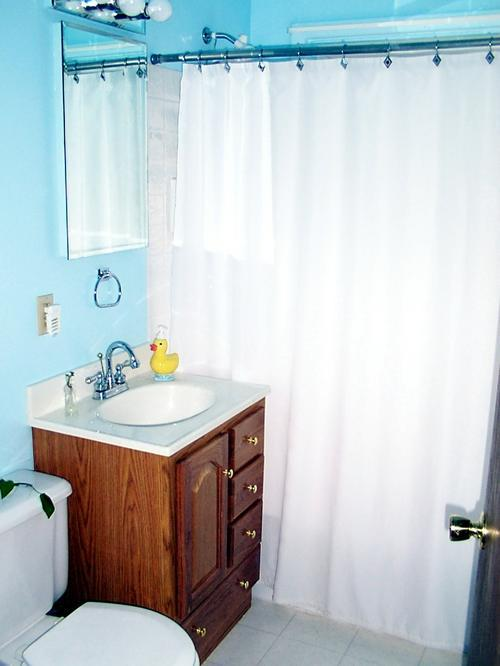
샤워 칸막이, 변기, 싱크대가 있는 욕실이다.

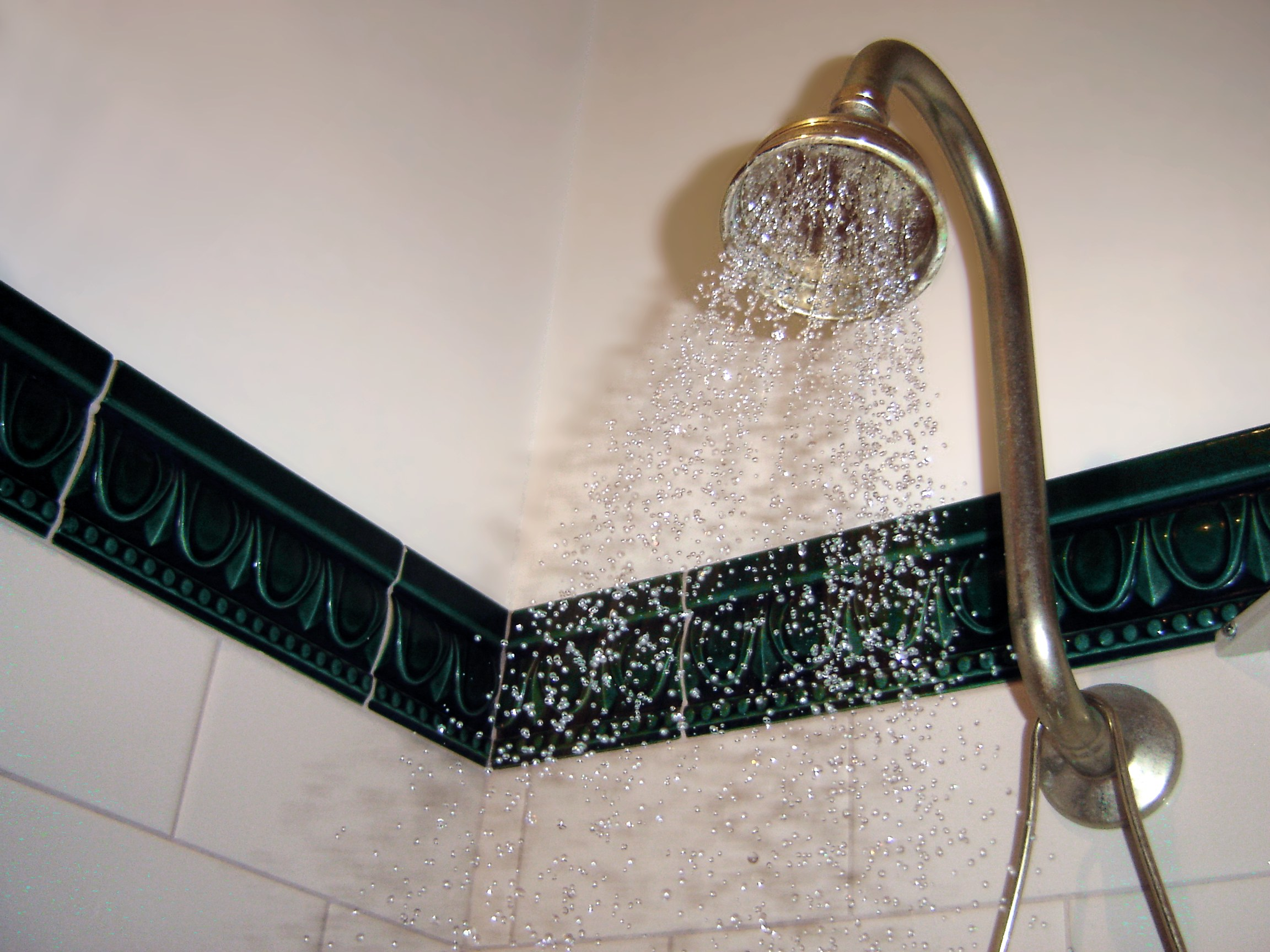
샤워기에서 물이 분사되는 모습.

샤워(영어: Shower)는 보통 욕실에서 몸을 씻기 위한 칸막이 방, 또는 그 행위를 말한다. 샤워를 위한 욕실에는 몸에 물을 뿌리도록 하는 노줄이 설치되어 있다.

## 구조 및 설계
분무기가 있는 샤워실도 있고 욕조와 함께 포함된 샤워실도 있다. 그 주변에는 샤워 커튼, 미닫이문 또는 두짝 문이 있어 물이 밖으로 빠지지 않게 도와 준다. 물이 빠지면 밖에 물이 고이는 경우가 생길 수 있기 때문이다. 수많은 국가에서 이렇게 되어 있으나 대한민국에서는 일반적으로 샤워실 밖에 물이 빠지게 하는 통로가 존재한다.

## 역사
샤워의 모습이 보이던 장면은 그리스 시대로 거슬러 올라간다. 현존하는 물병과 벽화가 그 증거를 말해 준다. 스코틀랜드 계몽 기간 동안 법관이자 인류학자인 제임스 몬보도는 그리스 사람들을 따라하여 아침마다 현관에서 찬물로 샤워를 했으며 이러한 실습이 건강하게 된다는 믿음을 주장하였다.

## 같이 보기
- 욕실
- 목욕